# Arnold Kirsch
Arnold Kirsch (* 13. Januar 1922 im Sagan, Provinz Niederschlesien; † 14. Oktober 2013 in Kassel) war ein deutscher Hochschullehrer für Mathematikdidaktik an der Universität Kassel.

## Leben
Kirsch studierte ab 1945 Mathematik und Physik für das Lehramt an Gymnasien an der Universität Göttingen mit dem ersten Staatsexamen 1950. Danach setzte er sein Studium an der Universität Bern fort, wo er 1951 bei Hugo Hadwiger promoviert wurde (Über Zerlegungsgleichheit von Funktionen und Integration in abstrakten Räumen). Nach dem Referendariat und dem zweiten Staatsexamen 1953 war er Studienrat in Soltau und Göttingen. Ab 1963 war er Studienrat im Hochschuldienst bei Günter Pickert in Gießen, ab 1966 Professor an der Pädagogischen Hochschule Göttingen und von 1971 bis zur Emeritierung 1987 Professor für Mathematikdidaktik an der damaligen Gesamthochschule und späteren Universität Kassel.
Mit dem Behnke-Schüler Heinz Griesel begründete er eine Kasseler Schule der Mathematikdidaktik, in der er sich insbesondere mit Stoffdidaktik der Analysis, Wachstumsprozessen und Exponentialfunktion, Geometrie und Zahlbereichen befasste. In der Didaktik der Analysis verbreitete er im deutschsprachigen Raum das Konzept des „Hineinzoomens“ in eine Funktion („Funktionenmikroskop“) als kalkülfreien Zugang zum Ableitungsbegriff. Neben mathematikdidaktiktischen Beiträgen veröffentlichte er auch Arbeiten als Mathematiker in der Geometrie. Er arbeitete über 30 Jahre an der Schulbuchreihe Mathematik heute (Schroedel Verlag) mit, seine Konzepte fanden sich aber auch in vielen anderen deutschsprachigen Schulbüchern.
1976 hielt er einen Hauptvortrag auf dem Internationalen Kongress für Mathematikdidaktik in Karlsruhe (ICME-3) mit dem Titel Aspekte des Vereinfachens im Mathematikunterricht.  Er war Ehrenmitglied der Gesellschaft für Didaktik der Mathematik (GDM).
Kirsch war Herausgeber der Mathematischen Semesterberichte, des Journal für Mathematik-Didaktik und der Reihe Moderne Mathematik in elementarer Darstellung (mit Benno Artmann) bei Vandenhoeck und Ruprecht.

## Schriften
Bücher:
- Elementare Zahlen- und Größenbereiche, Reihe Moderne Mathematik in elementarer Darstellung, Vandenhoeck & Ruprecht, Göttingen 1970
- mit Falk Zech:  Affine Geometrie der Ebene. Klett, Stuttgart 1972
- Mathematik wirklich verstehen. Eine Einführung in ihre Grundbegriffe und Denkweisen. Aulis, Köln 1987, 2. Auflage 1994.

Aufsätze (Auswahl):
- Vorschläge zur Behandlung von Wachstumsprozessen und Exponentialfunktionen im Mittelstufenunterricht. In: Didaktik der Mathematik, 4, 1976, S. 257–284.
- An analysis of commercial arithmetic. In: Educational Studies in Mathematics, 1, 1969, S. 300–311 (Dreisatz)
- mit Werner Blum: Die beiden Hauptsätze der Differential- und Integralrechnung. In: Mathematik Lehren, 78, 1996, S. 60–65.
- Der Hauptsatz—anschaulich? In: Mathematik Lehren, 78, 1996, S. 55–59.
- mit Werner Blum: Zur Konzeption des Analysisunterrichts in Grundkursen, In: Der Mathematikunterricht, 25, Heft 3, 1979, S. 6–24.
- Eine geometrische Charakterisierung der „Differenzierbarkeit“ einer Funktion. In: Mathematisch-Physikalische Semesterberichte, 7, 1960, S. 96–110.
- Zur Behandlung der reellen Zahlen im Oberstufenunterricht. In: H. Schröder (Hrsg.): Der Mathematikunterricht im Gymnasium, Schroedel Verlag, Hannover 1966, S. 215–227.
- Welche Vorkenntnisse im axiomatischen Denken kann das Gymnasium vermitteln? In: L´Enseignement Mathématique, Band 12, 1966, Heft 1/2, S. 125, Online
- „Verstehen des Verstehbaren“ – auch im anwendungsorientierten Mathematikunterricht. In: Didaktik der Mathematik, 23, 1995, S. 250–264.
- Aspects of simplification in mathematics teaching. In: H. Athen, H. Kunle (Hrsg.): Proceedings of the Third International Congress on Mathematical Education, Karlsruhe 1976, SS. 98–119

Als Herausgeber:
- Herausgeber mit Karl Peter Grotemeyer: Mathematik an Schule und Universität : Heinrich Behnke zum 65. Geburtstag gewidmet,  Vandenhoeck und Ruprecht 1964 (auch Math.-Phys. Semesterberichte, Band 10, 1963, Band 11, 1964)

Er gab auch das klassische einführende Werk von Richard Courant und Harold Robbins Was ist Mathematik ? in deutscher Übersetzung von Iris Runge im Springer Verlag heraus, das zuerst 1962 erschien.